# Crassula filiformis
Crassula filiformis là một loài thực vật có hoa trong họ Crassulaceae. Loài này được (Eckl. & Zeyh.) D.Dietr. miêu tả khoa học đầu tiên năm 1840.